# Gajapati
Der Distrikt Gajapati (Oriya ଗଜପତି ଜିଲ୍ଲା Gajapati Jillā) befindet sich im indischen Bundesstaat Odisha.
Der Distrikt entstand am 2. Oktober 1992 durch Abspaltung vom Distrikt Ganjam. Der Distrikt wurde nach Maharaja Sri Krushna Chandra Gajapati Narayan Deo (1892–1974) benannt, dem Ex–Raja Sahib of Paralakhemundi Estate und im Jahr 1937 erster Premierminister von Odisha.
Der Distrikt bedeckt die Ostghats im Süden von Odisha. Im Südwesten fließt der Fluss Vamsadhara über eine Strecke von 25 km entlang der Grenze zum südlich gelegenen Bundesstaat Andhra Pradesh. Die Distriktfläche beträgt 3850 km² (nach anderen Angaben 4325 km²). Die Bevölkerungsdichte betrug 134 Einwohner/km². Die Distriktverwaltung befindet sich in Paralakhemundi.

## Einwohner
Beim Zensus 2011 betrug die Einwohnerzahl 577.817. Das Geschlechterverhältnis lag bei 1043 Frauen auf 1000 Männer. Die Alphabetisierungsrate belief sich auf 53,49 % (64,38 % bei Männern, 43,18 % bei Frauen). 61,12 % der Bevölkerung sind Anhänger des Hinduismus, 37,98 % sind Christen.

## Verwaltungsgliederung
Der Distrikt besteht aus einer Sub-Division: Paralakhemundi.
Zur Dezentralisierung der Verwaltung ist der Distrikt in 7 Blöcke unterteilt:
- Gumma
- Kasinagar
- Mohana
- Nuagada
- Paralakhemundi
- Rayagada
- R. Udayagiri

Des Weiteren gibt es 7 Tahasils:
- Gumma
- Kasinagar
- Mohana
- Nuagada
- Paralakhemundi
- Rayagada
- R. Udayagiri

Im Distrikt befinden sich folgende ULBs: die Municipality Paralakhemundi sowie das Notified Area Council (NAC) Kasinagar.
Außerdem sind 129 Gram Panchayats im Distrikt vorhanden.